# Filbert Street
 (avril 2020).
Si vous disposez d'ouvrages ou d'articles de référence ou si vous connaissez des sites web de qualité traitant du thème abordé ici, merci de compléter l'article en donnant les références utiles à sa vérifiabilité et en les liant à la section « Notes et références ».
Filbert Street était un stade de football à Leicester, en Angleterre, qui a abrité le Leicester City FC de 1891 à 2002.  Bien qu'officiellement baptisé "City Business Stadium" au début des années 1990, il restait connu presque exclusivement par son adresse, à l'instar de nombreux stades de football anglais.

## Histoire

### Premières années
Leicester City a été formée en 1884. Le club s'appelait alors Leicester Fosse , car ses fondateurs vivaient principalement dans le quartier ouest de la ville, traversé par Fosse Way. En 1884-1885, il joua sur un terrain connu sous le nom d'hippodrome, avant de partager Parc Victoria (en) avec le club de rugby des Leicester Tigers pendant deux ans. Leicester Fosse a joué sur la piste cyclable de Belgrave Road pendant un an, mais est revenu à Victoria Park après que le club de rugby ait offert un loyer plus élevé aux propriétaires de la piste cyclable. 
Leicester Fosse est devenu un club professionnel en 1889 et s’est installé à Mill Lane, au nord de Filbert Street. Cependant, le club fut rapidement contraint de déménager car la corporation locale demanda l'aménagement du terrain. Le site de ce qui allait devenir Filbert Street a été préparé pendant l'été 1891, tandis que Leicester Fosse jouait temporairement au terrain de cricket d'Aylestone Road. La légende locale suggère que le nouveau terrain a été identifié par Miss Westland, la nièce de l'un des fondateurs du club, Joseph Johnson. 
Au début, le terrain consistait en des simples bancs et une petite tribune principale du côté ouest, jusqu'en 1921, année de la construction d'une nouvelle tribune principale beaucoup plus vaste.  En 1927, une nouvelle tribune a été construite à l'extrémité sud, connu sous le nom de Spion Kop (Double Decker). Le toit qui couvrait auparavant le Kop a été reconstruit au nord. C'est sous cette forme que Filbert Street a enregistré une participation record de 47 298 spectateurs pour le match nul du cinquième tour de la FA Cup contre Tottenham Hotspur le 18 février 1928.  La première phase de développement du stade s'est terminée par la couverture du côté oriental ou populaire en 1939.

### Seconde guerre mondiale et après
La partie centrale de la tribune principale a été endommagée par une bombe en 1940 et a ensuite été endommagée par un grave incendie.  En 1949, la tribune avait été reconstruit et une grande partie de la main-d'œuvre était fournie par des prisonniers de guerre allemands installés dans un camp voisin.  La capacité maximale était maintenant d'environ 42 000 places.  Des projecteurs ont été installés et utilisés pour la première fois lors d'un match contre le club allemand du Borussia Dortmund en octobre 1957. 
Après avoir survécu à un vote du conseil sur la résiliation de son bail à la fin des années 1940, City a acheté la pleine propriété du terrain en 1962, pour la somme de 30 500 £.  En 1971, les premiers pas vers un stade entièrement équipé ont été entrepris, les côtés nord et est sont convertis en sièges. Une couverture en polythène novatrice a été introduite pour protéger le terrain en 1971, le "Air Dome" qui se gonflait à l'aide de quatre ventilateurs électriques, il a été retiré en 1982. 

### Toutes places assises
Au début des années 1990, après avoir envisagé de déménager dans un nouveau stade et après un réaménagement total du Filbert Street, qui aurait vu le terrain pivoté de 90 degrés, sur le parking situé derrière la tribune principale, la ville a décidé de construire une nouvelle tribune principale, démolissant la structure existante à l’été 1992. Il était prévu que d'autres travaux de modernisation seraient entrepris à l'avenir. 
Achevé en décembre 1993, la tribune Carling pouvait accueillir 9 500 spectateurs assis et agrandir les installations, pour un coût de 6 millions £. En 1994, la dernière zone en terrasse - le Kop - a été convertie en sièges, donnant à Filbert Street une capacité de 21 500 places assises, ce qui le met en conformité avec le rapport Taylor, exigeant que toutes les équipes de la Premier League et de la Division One disposent de places assises. . 

### Déménagement et démolition
Après le succès remporté par le club dirigé par Martin O'Neill vers la fin des années 1990, un stade agrandi était nécessaire pour permettre à un plus grand nombre de spectateurs d'assister aux rencontres. L’agrandissement du Filbert Street aurait été très difficile, car les tribunes nord et est étaient adossées à un logement. Bien que l'expansion ait été envisagée, en 1998, la décision avait été prise de passer à un stade complètement nouveau.  Après une tentative infructueuse de construction d'un stade de 40 000 places assises à Bede Island South (sur l'autre rive de la rivière Soar voisine) le club a acheté Freeman's Wharf, un ancien site de centrale électrique au sud de Filbert Street.  Les travaux ont débuté en 2001 sur un stade de 32 500 places et son inauguration a eu lieu en juillet 2002, le King Power Stadium. 
Filbert Street a été vendu à une société de développement pour 3,75 millions de livres sterling en mars 2002, deux mois avant le dernier match. Le dernier match à jouer à Filbert Street a été le dernier match de la saison, une victoire 2-1 contre Tottenham Hotspur (l'un des cinq matchs de championnat que Leicester a remporté au cours de cette saison) aboutissant à la relégation à la Division One. Matt Piper a marqué le dernier but marqué sur ce terrain, mettant ainsi fin à 111 ans de football. À l’automne 2002, Rotherham United s’intéressait à l’achat de la tribune Carling et à son déménagement dans le stade Millmoor , mais ces plans ont été rapidement abandonnés et la tribune vieilles de dix ans, sera bientôt démoli avec le reste du Filbert Street. 
La démolition du Filbert Street a débuté en mars 2003.  Une partie du site abrite à présent la zone de développement de «Filbert Village», construit pour accueillir les étudiants de l'université De Montfort et de l'université de Leicester, situées à proximité. La route traversant la zone de développement s'appelle Lineker Road, du nom de l'un des joueurs les plus célèbres de Leicester City. Le reste du site devait être aménagé pour des logements, mais ces travaux ont été annulés en raison de la crise financière de 2007-2008. Il a ensuite été loué à une société de stationnement automobile, mais le conseil municipal de Leicester a mis fin à cet arrangement en mars 2012. 